# Сарматські могили
Сарматські могили — поховання сарматів. Могили сарматської доби в історії нашої землі, яка охоплює період III століття до н. е. — середина ІІІ століття н. е., розташовані по всій степовій смузі України від Криму до Києва і від Дону до передгір′їв Карпат і Дунаю. Найбільші серед них — Молочанський курган, Усть-Кам'янський курган, Підгороднинський курган, Ногайчинський курган, Запорізький курган, Соколова Могила, Весняне. Загальна їх кількість перевищує 100.
У специфічно кочовому сарматському середовищі, як і у інших аналогічних, не могли виникнути і розвинутися гірничо-металургійні технології. Разом з тим, знайдені артефакти свідчать про наявність розвинутого зброярського ремесла, виготовлення ліпного посуду та культових речей — курильниць, жертовників. Це передбачало необхідність відповідних знань руд і глин, ковальського ремесла. Але в основному сармати задовольняли свої потреби шляхом данницьких стосунків з іншими народами, зокрема сусідами-протослов′янами.